# Sanaga-Maritime
Sanaga-Maritime ist ein Département der Region Littoral in Kamerun.
Auf einer Fläche von 9311 km² leben nach der Volkszählung 2001 167.661 Einwohner. Die Hauptstadt ist Edéa.

## Gemeinden
- Dizangué
- Dibamba
- Edéa
- Massock
- Mouanko
- Ndom
- Ngambe
- Ngwei
- Nyanon
- Pouma